# Kaiju No. 8
Kaiju No. 8 (怪獣8号, Kaijū Hachigō) é uma série de mangá japonesa escrita e ilustrada por Naoya Matsumoto [ja]. Foi serializada em julho de 2020 pela revista online Shōnen Jump+ da Shueisha, com seus capítulos coletados em 15 volumes tankōbon em março de 2025. A Shueisha também publicou a série digitalmente em seu serviço Manga Plus em português e vários outros idiomas.
A história gira em torno de Kafka Hibino, um homem que, após ingerir um kaiju, ganha a habilidade de se transformar em um e agora utiliza seu poder enquanto tenta se tornar parte de uma organização que elimina kaijus para cumprir uma promessa que fez a uma amiga de infância.
Uma adaptação para série de anime produzida pela Production I.G foi ao ar de abril a junho de 2024. Uma sequência foi anunciada logo depois do lançamento do último episódio da temporada. A série teve um light novel, dois mangás derivados e um videogame.
Em março de 2025, o mangá distribuiu mais de 18 milhões de cópias produzidas. A série foi elogiada por sua premissa, personagens e arte, ganhando o Next Manga Award na categoria webmangá em 2021 e sendo indicada ao Eisner Award em 2022.

## Sinopse

### Contexto
Kaiju No. 8 se passa em um mundo onde criaturas conhecidas como kaiju causam desastres frequentes. O Japão lidera o ranking mundial de ataques dessas criaturas, levando à criação da Força de Defesa Anti-Kaiju (日本防衛隊, Nihon bōei-tai, lit.  "Força de Defesa Japonesa"). Os kaijus são categorizados por seu "nível de força", uma escala que indica sua poderosidade geral, sendo classificados como honju — os mais perigosos e fortes —  e yoju —  os menos ameaçadores que podem brotar dos honjus. Aqueles com níveis elevados de força ou características especiais são identificados com um número com base em sua primeira aparição e são designados como daikaiju.
Os membros da Força de Defesa utilizam trajes motorizados feitos a partir dos restos mortais dos próprios kaijus, proporcionando-lhes maior força, velocidade e resistência. Os trajes possuem uma potência total expressa em porcentagem (conhecida como "poder de combate liberado"), variando de pessoa para pessoa conforme sua habilidade, chegando a um limite máximo de 100%. Além disso, os trajes afetam a eficácia das armas dos oficiais.
Os restos de daikaiju são empregados na criação de armas mais poderosas chamadas Números (ナンバーズ, Nanbāzu), batizadas em homenagem aos daikaijus de onde provêm e que algumas pessoas podem utilizar se forem consideradas compatíveis. As armas numeradas superam em muito os trajes convencionais, conferindo habilidades especiais aos seus portadores. A Força de Defesa é composta por oficiais de campo sob a liderança de chefes de pelotão, com diversos níveis de poder de combate liberado, e por capitães e vice-capitães cuja potência excede 90% e lideram divisões. Os oficiais de campo contam com o suporte de uma equipe de operadores responsável por fornecer informações sobre kaijus, monitorar a situação de saúde dos oficiais e a produção de trajes.

### Enredo
Após a destruição de sua cidade por kaijus, os amigos de infância Kafka Hibino e Mina Ashiro fazem uma promessa de ingressar juntos na Força de Defesa para combater essas criaturas. Com 27 anos, Mina alcança o cargo de capitã da Terceira Divisão da Força de Defesa, enquanto Kafka, aos 32 anos, enfrenta inúmeras reprovações nos exames, desempenhando o papel de integrante de uma equipe responsável por limpar os destroços deixados pelos kaijus após os confrontos. Na trajetória de Kafka, ele conhece Reno Ichikawa, um jovem que trabalha meio-período na mesma empresa e aspirante a membro da Força de Defesa, reacendendo nele o desejo de também fazer parte da organização. Contudo, um parasita entra em Kafka por meio da boca, concedendo-lhe a capacidade de se transformar em um kaiju. Diante disso, Kafka escapa da vigilância da Força de Defesa, adotando o pseudônimo "Kaiju No. 8" e decide se alistar, mantendo sua forma de kaiju em segredo.
Subsequentemente, tanto Kafka quanto Reno conseguem ser aprovados no exame e se unem à Terceira Divisão, onde se juntam a Kikoru Shinomiya, uma garota prodígio matadora de kaiju que Kafka salvou durante o teste de um kaiju humanoide que a Força de Defesa nomeia "Kaiju No. 9". Kafka se depara mais uma vez com o No. 9 ao tentar eliminar Reno durante sua primeira missão com a Terceira Divisão, porém não consegue matá-lo. Tentando se esconder, Kafka surpreendido pelo vice-capitão Soshiro Hoshina. Após um breve confronto, Kafka escapa, mantendo sua cobertura. Contudo, ele é obrigado a revelar sua verdadeira natureza kaiju ao transformar-se diante da Terceira Divisão para proteger a base em Tachikawa, sob ataque do Kaiju No. 10.
Posteriormente detido por Mina, Kafka é levado à sede da Força de Defesa, onde tem a oportunidade de demonstrar seu valor ao vencer Isao Shinomiya, Diretor Geral da Força de Defesa e pai de Kikoru, em um duelo. Unindo-se à Primeira Divisão liderada pelo capitão Gen Narumi, Kafka e Kikoru enfrentam novamente o No. 9, que ameaça Shinagawa. Apesar de eliminar duas versões falsas do No. 9, o verdadeiro ataca Isao e o mata, absorvendo-o junto com sua arma No. 2, uma armadura motorizada construída a partir dos restos do Kaiju No. 2, tornando-se assim mais poderoso. O No. 9 consegue escapar e se prepara para invadir o Japão. Kafka e Kikoru se preparam para o ataque, com Kikoru herdando a arma No. 4 de sua mãe. Reno recebe a arma No. 6 e treina com a Quarta Divisão.
Meses mais tarde, o No. 9 inicia sua invasão ao Japão, enviando um grupo de kaiju identificados como Kaiju Nos. 11–15, que atacam Gen, Soshiro, Kafka, Mina e Kikoru, respectivamente. Após intensas batalhas, Gen, Soshiro, Kafka e Kikoru conseguem derrotar seus adversários, sendo Mina a última a triunfar. Contudo, o No. 9 usa o cadáver do Kaiju No. 14 como um portal para se aproximar de Mina, revelando seu plano de eliminá-la e absorvê-la, visando obter suas habilidades altamente destrutivas, tornando-a assim uma peça crucial na Força de Defesa. Kafka tenta chegar até Mina, porém é impedido por diversos kaijus controlados pelo No. 9. Entretanto, Reno aparece para abrir passagem para Kafka, possibilitando que ele alcance Mina antes que ela seja absorvida pelo No. 9. Kafka e Mina conseguem derrotar o No. 9, que revela a Kafka que ele absorveu um velho e poderoso kaiju da era Meireki que devastou o Japão no passado, que logo em seguida passa a assumir o corpo do No. 9.

## Produção

### Mangá
"Matsumoto sempre amou tokusatsu, e ele gostava particularmente do arquétipo de protagonista visto frequentemente no gênero — onde indivíduos ganham habilidades extraordinárias e se tornam heróis, mas também carregam o peso da luta interna como consequência."

— Seijiro Nakaji, editor-chefe da Shōnen Jump+, sobre as influências tokusatsu de Naoya Matsumoto.
Naoya Matsumoto [ja] iniciou sua carreira em 2006 com Neko Romancer, uma série publicada na Jump Giga (na época chamada de Akamaru Jump). Ele criou uma sequência chamada Nekowappa!, que fez sua estreia na Weekly Shōnen Jump da Shueisha em 2009, a qual é uma continuação de um one-shot que Matsumoto escreveu para o festival JG1 One-Shot. Em 2012, na edição de primavera da Jump Giga (na época conhecida como Jump Next), ele lançou um one-shot intitulado Shikai Enbu, antes de iniciar sua segunda série, Pochi Kuro, que fez sua estreia em 2014 no aplicativo e site Shōnen Jump+ da Shueisha. Perto do final de 2018, Matsumoto compartilhou a ideia e o esboço inicial de Kaiju No.8 com Seijiro Nakaji, o editor-chefe adjunto da Shōnen Jump+.
Matsumoto revelou que a obra Kaiju No.8 foi inspirada pela mídia tokusatsu, principalmente pela série Ultraman, em particular Ultraseven (1967), além de Shin Godzilla (2016) e Pacific Rim (2013). O autor desejava desenvolver uma narrativa que seguisse um protagonista que persegue seus objetivos enquanto esconde sua identidade em relação a uma organização hostil da qual também é parte, considerando isso um conceito interessante; ele descreveu Kaiju No.8 como "uma obra desafiadora", o que lhe trouxe a oportunidade de se distanciar de seus trabalhos habituais. Nakaji expressou a sua opinião ao afirmar que Kaiju No. 8 representa um desenvolvimento surpreendente por parte de Matsumoto, já que o autor costumava escrever principalmente histórias de fantasia.

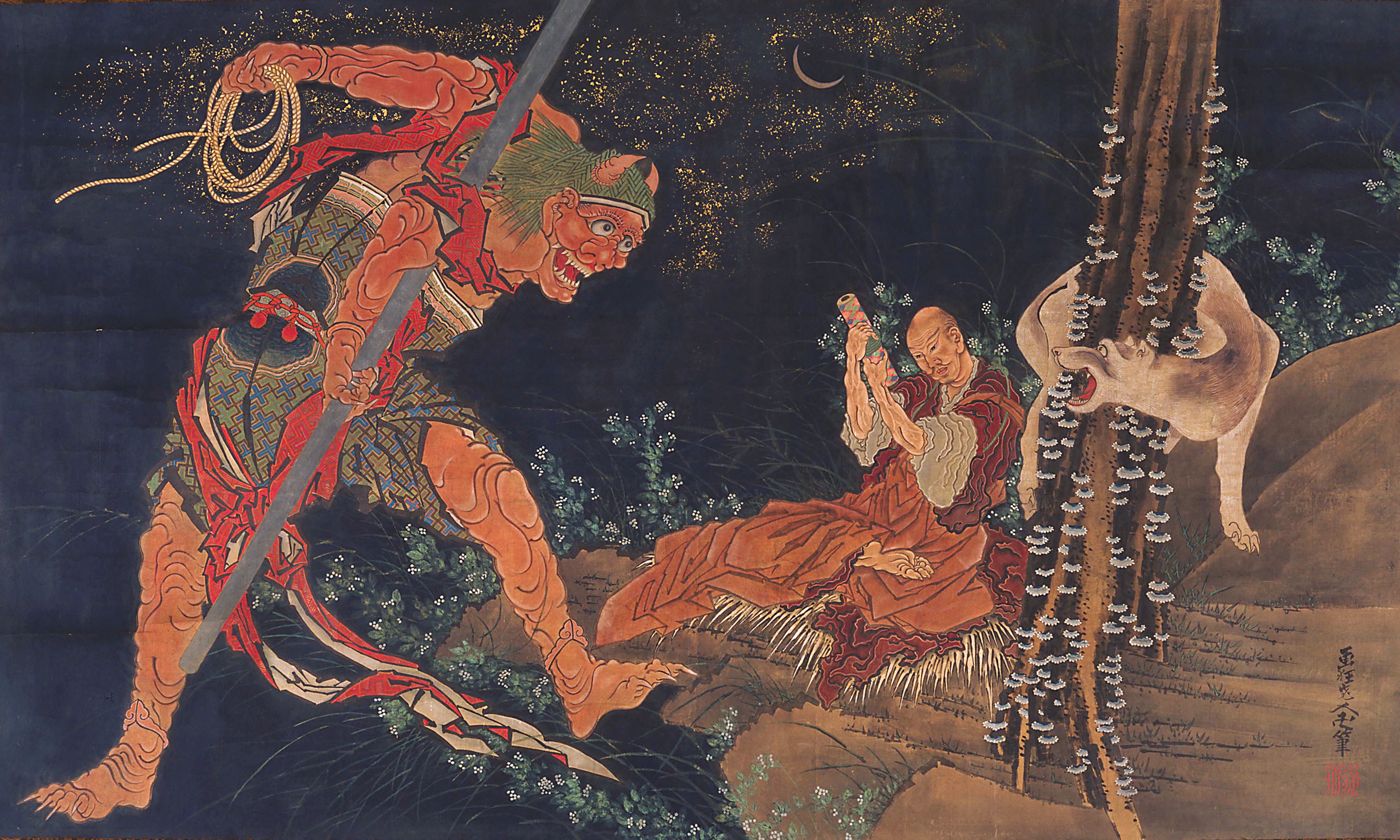
As representações de oni inspiraram o design do monstro de Kafka.

No início do desenvolvimento da série, Matsumoto decidiu que Kafka buscaria se juntar a uma organização hostil para realizar seus sonhos, mesmo que ele tivesse planos de manter uma identidade secreta enquanto levava uma vida cotidiana normal. O autor planejou elaborar layouts gráficos que sejam acessíveis e fáceis de entender, especialmente em smartphones, devido ao lançamento do mangá no formato digital. Além disso, Matsumoto se inspirou em seres mitológicos, animais e plantas ao desenvolver os kaijus. Os codinomes dados aos kaijus foram influenciados pela classificação de tufões, conforme a sugestão de um colegas de trabalho, que acreditou que isso tornaria os kaijus mais parecidos com desastres naturais. Nakaji comentou que a equipe procura explorar as possibilidades oferecidas pelo lançamento digital da série, citando um exemplo de um painel do segundo capítulo que é totalmente colorido, algo inviável em uma publicação impressa.
Matsumoto conta com a colaboração de três assistentes para a produção da série: Osamu Koiwai, encarregado da arte de fundo; Jiro Sakura, que cuida do "acabamento"; e Mantohihi Binta, responsável pelo design das armas. Para criar os fundos, Matsumoto elabora um storyboard que apresenta as composições dos painéis de cada capítulo e o envia para Koiwai. Após discutirem a melhor abordagem para a cena, Koiwai elabora um rascunho que aguarda a aprovação de Matsumoto. Com a aprovação, Koiwai avança para a produção da versão final dos fundos, tarefa que leva entre 3 a 4 dias para ser concluída. Ele também compartilha seu processo de criação de fundos em seu canal no YouTube.

### Anime
Tetsuya Nishio foi convidado a participar do projeto como designer de personagens e diretor de animação principal pelo produtor da Production I.G, Masashi Ohira. Ele acreditava que os designs de Nishio facilitavam o processo de animação, apresentando uma "sensação tridimensional", mesmo sem serem excessivamente detalhados. Nishio desenvolveu os designs para os personagens humanos e os kaijus humanoides que fazem parte da narrativa. Além de sua função como designer principal de kaijus, Mahiro Maeda contribuiu com ilustrações detalhadas da anatomia dos kaijus para as cenas de ação. Ohira também recorreu a Shinji Kimura para o cargo de diretor de arte, esperando que Kimura pudesse infundir um toque de realismo no ambiente. Katsuhiro Takei, produtor da Toho Animation, mencionou que a Production I.G e o estúdio Khara foram escolhidos para o projeto devido às semelhanças de Kaiju No. 8 com trabalhos anteriores de ambos os estúdios. Takei observou que o foco em Kaiju No. 8 na rotina de seus personagens parece ter sido influenciado pelo filme Patlabor (1989), produzido pela Production I.G, enquanto o cenário da trama remete à série Neon Genesis Evangelion (1995) da Khara. Segundo ele, ao incorporar os dois estúdios na produção, a intenção era reviver a estética do anime dos anos 90.
O anime combina animação tradicional desenhada à mão com elementos em 3D. O diretor responsável pela animação 3D, Masaru Matsumoto, trabalhou com uma equipe reduzida de animadores, utilizando softwares como Autodesk 3ds Max e Blender, com o início da produção em março de 2022, que prosseguiu durante a exibição da série. Os diretores Tomomi Kamiya e Shigeyuki Miya identificaram, durante a elaboração do storyboard, quais partes necessitavam de animação em 3D. Enquanto isso, Kimura e o designer mecânico Shinobu Tsuneki colaboraram de forma próxima com a equipe para capturar a estética de obras anteriores da Production I.G, como Patlabor (1989) e Ghost in the Shell (1995), focando em representações realistas de combates militares. A animação 3D foi amplamente utilizada para ilustrar batalhas contra um grande número de monstros e para movimentos dinâmicos da câmera em cenas de ação. A abertura da primeira temporada foi criada pelo estúdio Khara, em parceria com a agência criativa japonesa WOW. Sob a direção de Hibiki Yoshizaki e com Kouhei Nakama como diretor de CG, a sequência de abertura visou apresentar a origem do kaiju.

## Mídia

### Mangá
Criado e ilustrado por Naoya Matsumoto [ja], Kaiju No. 8 teve sua estreia no aplicativo Shōnen Jump+ e no site da Shueisha no dia 3 de julho de 2020. Em agosto do mesmo ano, Matsumoto estabeleceu um cronograma de lançamento em que um novo capítulo seria disponibilizado semanalmente por três semanas, seguido de uma pausa de uma semana. A partir de 25 de junho de 2021, esse cronograma foi alterado, passando a ter um novo capítulo a cada duas semanas. A Shueisha compilou os capítulos em volumes tankōbon individuais, sendo que o primeiro volume foi lançado em 4 de dezembro de 2020. Um vídeo promocional para esse volume, exibido como um programa de notícias, foi projetado na grande tela do Yunika Vision, localizada na Estação Seibu-Shinjuku, entre os dias 4 e 10 de dezembro de 2020. Até 4 de março de 2025, 15 volumes foram lançados.
A Shueisha passou a disponibilizar capítulos da obra em seu site e aplicativo Manga Plus a partir de 22 de julho de 2020, sob o título Monster #8 em inglês, além de diversas outras línguas. No dia 30 de março de 2023, a Manga Plus informou que incluiria Kaiju No. 8 na versão em mangá disponível em seu serviço.
Para celebrar o lançamento do primeiro volume na França, a editora Crunchyroll (anteriormente conhecida como Kazé) apresentou um mural na Bibliothèque Nationale de Paris, que ficou exposto entre 6 e 15 de outubro de 2021. Na Itália, a série é licenciada pela Star Comics, que também comemorou sua publicação com um mural na estação de metrô Porta Genova, em Milão. A série conta com licenciamento no Brasil pela Panini Comics, Portugal pela Editora Devir, Espanha pela Planeta Cómic, na Argentina pela Editorial Ivrea, em Taiwan pela Ever Glory Publishing e na Polônia pelo Studio JG.

### Anime

Logotipo japonês oficial da série

No dia 4 de agosto de 2022, foi anunciado que o mangá ganharia uma adaptação para anime, que mais tarde foi confirmada como uma série de televisão realizada pela Production I.G, sob a supervisão do Studio Khara nos designs e ilustrações dos kaiju. A direção ficou a cargo de Shigeyuki Miya e Tomomi Kamiya, enquanto o roteiro foi escrito por Ichirō Ōkouchi; Tetsuya Nishio cuidou do design de personagens e da direção de animação, com a direção de arte de responsabilidade de Shinji Kimura [ja] e a criação dos monstros feita por Mahiro Maeda. A série foi exibida entre 13 de abril e 29 de junho de 2024, na TV Tokyo e suas afiliadas, além de ser transmitida simultaneamente no Twitter no Japão.
A Crunchyroll disponibilizou a série durante sua exibição no Japão e também apresentou versões dubladas uma hora após a estreia na televisão, incluindo idiomas como inglês, português brasileiro, francês, alemão, italiano, espanhol, espanhol latino-americano, hindi, télugo e tâmil. A Medialink ficou encarregada da licença da série para streaming no Sudeste Asiático, disponibilizando-a em seu canal Ani-One Asia no YouTube.
Após a exibição do episódio final, foi confirmada a produção de uma sequência. Em agosto de 2024, foi revelado que uma segunda temporada está prevista para estrear em 2025. Um filme que compila a primeira temporada, juntamente com um episódio inédito intitulado "A Folga de Hoshina" (保科の休日, Hoshina no Kyūjitsu), que foi exibido nos cinemas do Japão por três semanas, a partir de 28 de março de 2025. O episódio "A Folga de Hoshina" foi ao ar na TV Tokyo e afiliadas em 5 de julho do mesmo ano. Foi anunciando que o filme teria um lançamento mundial, mais tarde revelado como exibições na América do Norte, Reino Unido e Irlanda com distribuição da Sony Pictures Entertainment. O filme também foi anunciado no Brasil, sob o título de "Kaiju No. 8: Missão de Reconhecimento", e na Índia, lançados em 10 e 11 de abril para os respectivos países. A Crunchyroll foi responsável pela transmissão da segunda temporada.
Além disso, foi lançada uma série de episódios curtos chamada Minuto! Kaiju No. 8 (ミニっと！かいじゅう8号, Minitto! Kaijū 8-gō), que estreou no canal da Toho no YouTube em 6 de dezembro de 2024.

#### Músicas
A trilha sonora da série foi criada por Yuta Bandoh, que compôs diversas músicas originais em colaboração com artistas como (sic)boy, Taiiku Okazaki e LEO Imai. Além disso, a trilha inclui faixas do projeto musical "The Kaiju Band", formado pelo guitarrista Takayuki "Kojiro" Sasaki, o baixista do King Gnu Kazuki Arai e o baterista Shun Ishikawa. Nomes internacionais como Patrick Paige II, do The Internet, e Suni MF também aparecem na trilha sonora, que foi lançada em 26 de junho de 2024. Para a abertura, a canção tema é "Abyss", feita por Yungblud, enquanto a música de encerramento fica por conta de "Nobody", do OneRepublic. A música tema de abertura da segunda temporada é "You Can't Run From Yourself", interpretada por Aurora, enquanto a música tema de encerramento é "Beautiful Colors", interpretada por OneRepublic.

### Outras mídias
O personagem Kafka Hibino é jogável no videogame Captain Velvet Meteor: The Jump+ Dimensions, que foi lançado para Nintendo Switch em 28 de julho de 2022.
Uma estátua em tamanho real da forma kaiju de Kafka foi apresentada na Estação Tachikawa, na Linha Principal Chūō, entre os dias 26 e 29 de abril de 2024. O dublador de Kafka, Masaya Fukunishi, foi nomeado gerente cerimonial por um dia na loja Kaiju No. 8 localizada na estação. A estátua também foi exposta em quatro outros locais de 1º de maio a 16 de junho de 2024.
Um projeto de videogame, ainda sem título definitivo e chamado provisoriamente de Kaiju No. 8: The Game, foi anunciado em junho de 2024. Este jogo está sendo desenvolvido pela Akatsuki Games e terá versões para smartphones e Windows (por meio do Steam).

## Recepção

### Popularidade
Segundo Yūta Momiyama, editor-chefe adjunto do Shōnen Jump+, tanto Kaiju No. 8 quanto Spy × Family têm registrado grande popularidade e estão se saindo especialmente bem no serviço Manga Plus. Em dezembro de 2020, foi reportado que Kaiju No. 8 superou 30 milhões de visualizações, tornando-se a série Shōnen Jump+ que alcançou esse marco mais rapidamente, e cada novo capítulo lançado continua a ultrapassar um milhão de visualizações. Em fevereiro de 2021, a série alcançou 70 milhões de visualizações. Já em abril do mesmo ano, esse número subiu para mais de 100 milhões. Por sua vez, em fevereiro de 2023, foram impressionantes 400 milhões de visualizações. Na pesquisa "Adaptação de Anime Mais Procurada" do AnimeJapan de 2022, a série ocupou a décima posição.

### Mangá
A School Library Journal destacou o primeiro volume de Kaiju No. 8 como um dos 10 melhores mangás de 2021. Na lista Kono Manga ga Sugoi! 2022 da Takarajimasha, a obra alcançou o terceiro lugar entre os melhores mangás para o público masculino. A série também foi classificada em segundo lugar na seleção de quadrinhos recomendados pelos funcionários de uma famosa livraria nacional em 2022. Além disso, foi mencionada na lista dos melhores quadrinhos de 2021 elaborada pela Polygon, assim como nas listas das 11 melhores séries de mangá de 2021 da Kotaku e das 12 melhores séries de mangá de 2020 do The Fandom Post.

#### Vendas

##### Japão
Na sua semana de lançamento, o primeiro volume vendeu 90.831 cópias, seguido por mais 69.404 cópias na semana seguinte. Em dezembro de 2020, os primeiros volumes já ultrapassavam 430.000 cópias em circulação, considerando tanto as versões impressas quanto as digitais. Em janeiro de 2021, foi divulgado que a série se tornou o mangá mais vendido de 2020, levando apenas 28 dias desde o lançamento do primeiro volume para alcançar tal feito. Em março de 2021, o mangá alcançou a marca de mais de 1 milhão de cópias impressas e 200 mil cópias digitais vendidas, destacando-se como a série Shōnen Jump+ que mais rapidamente chegou a 1 milhão de cópias em circulação; vinte dias depois, o total subiu para 1,5 milhão. Já em junho de 2021, o número de cópias em circulação alcançou 2,5 milhões, e na metade do mês, bateu a marca de 3 milhões. Em setembro de 2021, o mangá superou 4 milhões de cópias em circulação; em dezembro desse mesmo ano, esse número passou para mais de 5,5 milhões; em março de 2022, ultrapassou 6,7 milhões; e em julho de 2022, já contabilizava mais de 7,8 milhões de cópias. Em agosto de 2022, o total chegou a 8 milhões; em dezembro de 2022, superou 10 milhões; e em março de 2023, já eram mais de 11 milhões. Em abril de 2024, aumentou para mais de 13 milhões; em junho de 2024, ultrapassou 14 milhões de cópias em circulação. Até julho de 2024, foram mais de 15 milhões de cópias em circulação, e esse número ultrapassou 16 milhões até setembro do mesmo ano.
Os volumes cinco e seis da série figuraram entre os 30 mangás mais vendidos de 2022, enquanto o volume 9 se destacou entre os mais vendidos de 2023. O volume 10 se posicionou como o sétimo mangá de primeira tiragem mais vendido pela Shueisha no período de 2023 a 2024 (de abril de 2023 a março de 2024), com uma impressão total de 600.000 cópias.

##### Internacional
O primeiro volume vendeu 118.000 cópias nos Estados Unidos em 2022. Na França, a série alcançou a impressionante marca de 22.041 cópias vendidas em sua semana de estreia, tornando-se o mangá mais vendido no país até então. Em abril de 2023, as vendas na França atingiram 888.888 cópias. Na Itália, o primeiro volume teve uma tiragem inicial de 245.000 cópias (incluindo diversas edições), superando o sucesso de Kimetsu no Yaiba, que possui 200.000 cópias em circulação por volume.

#### Recepção crítica
O primeiro volume da série recebeu críticas positivas, sendo elogiado pela sua premissa, que gerou comparações com Ultraman, além de sua arte e, especialmente, pelos designs dos kaijus e pelo humor apresentado. Kafka Hibino foi destacado como uma figura cativante e uma aspecto novo à série, em virtude de sua idade. Entretanto, o primeiro volume enfrentou algumas críticas, especialmente por seu começo clichê, além do que foi visto como uma qualidade de arte variável e um ritmo acelerado que compromete o desenvolvimento dos personagens.

#### Prêmios e indicações
| Ano  | Prêmio                                      | Categoria                                              | Resultado | Ref.            |
| ---- | ------------------------------------------- | ------------------------------------------------------ | --------- | --------------- |
| 2021 | 14° Mangá Taishō                            | Grande Prêmio                                          | 6º lugar  | [ 120 ] [ 121 ] |
| 2021 | 5° Tsutaya Comic Award                      | Próximo Sucesso                                        | Finalista | [ 122 ]         |
| 2021 | Geeks d'Ouro                                | Melhor Mangá                                           | Venceu    | [ 123 ]         |
| 2021 | Prêmio Novo Mangá de Tóquio                 | Melhor Mangá                                           | Venceu    | [ 124 ]         |
| 2021 | 7º Next Manga Award                         | Web Mangá                                              | Venceu    | [ 125 ]         |
| 2021 | 7° Ayumi Comic Award                        | Grande Prêmio                                          | Venceu    | [ 126 ]         |
| 2021 | Da Vinci – 21º Livro do Ano                 | Livro do Ano                                           | 12º lugar | [ 127 ]         |
| 2022 | 26° Prêmio Cultural Osamu Tezuka            | Prêmio Cultural                                        | Indicado  | [ 128 ]         |
| 2022 | Prêmio de mangá eBook Initiative Japan [ja] | Grande Prêmio                                          | Venceu    | [ 129 ]         |
| 2022 | Eisner Award                                | Melhor edição dos EUA de material internacional — Ásia | Indicado  | [ 130 ]         |
| 2022 | Da Vinci – 22º Livro do Ano                 | Livro do Ano                                           | 26° lugar | [ 131 ]         |

### Anime

#### Recepção crítica
A estreia da série foi bem recebida. Em uma série de comentários positivos na Anime News Network, Rebecca Silverman elogiou a arte, a animação e a trilha sonora, destacando que a série navega por águas conhecidas, mas que "opera de maneira confortável dentro dos limites do seu gênero e se diverte com isso." James Beckett também elogiou a Production I.G por conseguir equilibrar elementos cômicos da narrativa com "pequenos momentos maravilhosos e pesados que apresentam o mundo de forma muito mais eficaz." Nicholas Dupree destacou aspectos positivos nas sequências de ação e no worldbuilding do programa, comentando que Kafka é um personagem que desperta empatia. Richard Eisenbeis também fez elogios à animação, ressaltando a representação minuciosa e realista das batalhas de kaiju e sua análise, apesar de considerar os designs dos personagens um tanto simplórios. Janet A Leigh, do Digital Spy, apreciou a estreia da série por sua animação e cenas de ação, fazendo uma comparação de sua premissa com a de Shingeki no Kyojin, mas observando um tom mais leve. Toussaint Egan, do Polygon, expressou uma opinião semelhante sobre a premissa da série, que mescla elementos de Boku no Hero Academia e Pacific Rim, elogiando o tom, os momentos dramáticos, a ação e a direção artística.
Grant Jones, da Anime News Network, fez uma avaliação positiva da primeira temporada, especialmente elogiando a segunda metade. O sexto episódio ("Operação de Extermínio em Sagamihara ao Amanhecer") trouxe elementos narrativos que ajudaram a expandir o universo da série. O oitavo episódio ("Boas-Vindas à Força de Defesa") se destacou por uma intensa cena de luta entre Kafka e Soshiro, que acrescentou profundidade aos personagens secundários e elevou a tensão ao quase revelar a identidade secreta de Kafka. Já o décimo episódio ("Revelação") recebeu elogios pelo surpreendente desenvolvimento de Kafka, ao mostrar sua forma kaiju para a Força de Defesa, algo que Jones esperava ver mais adiante. Os dois episódios finais também foram muito bem recebidos pela sua qualidade geral em animação, direção e storyboard; o décimo primeiro episódio ("Kaiju No. 8 Preso") apresentou "a fidelidade visual mais alta da temporada até o momento", enquanto o episódio final ("Kafka Hibino") criou um cliffhanger eficaz para a próxima temporada. No entanto, algumas críticas à temporada se concentraram nos designs dos personagens, que foram considerados "bastante sem criatividade" e "muito superficiais". O terceiro episódio, em particular, foi visto como um dos pontos fracos da temporada, devido à sua dependência de clichês e à animação "sem brilho". Isaiah Colbert, da IGN, fez uma análise favorável da primeira temporada, afirmando que, embora a série se encaixe nos moldes de "outros animes shōnen", a sua harmonia entre ação e drama proporcionou "momentos marcantes de desenvolvimento de personagens", que contribuíram com profundidade e interesse à trama.

#### Prêmios e indicações
| Ano  | Prêmio                              | Categoria                                         | Recebedor                          | Resultado | Ref.    |
| ---- | ----------------------------------- | ------------------------------------------------- | ---------------------------------- | --------- | ------- |
| 2024 | Prêmios de Pesquisa Yahoo! do Japão | Categoria Anime                                   | Kaiju No. 8                        | Finalista | [ 144 ] |
| 2024 | Prêmios IGN                         | Melhor Série de Anime                             | Kaiju No. 8                        | Indicado  | [ 145 ] |
| 2025 | 7º Global Demand Award              | Série de Terror Mais Procurada de 2024            | Kaiju No. 8                        | Indicado  | [ 146 ] |
| 2025 | 52º Saturn Awards                   | Melhor Série de Animação ou Especial de Televisão | Kaiju No. 8                        | Indicado  | [ 147 ] |
| 2025 | 39° Japan Gold Disc Award           | Melhor Música do Ano por Download (Western)       | "Nobody" de OneRepublic            | Venceu    | [ 148 ] |
| 2025 | Prêmios de Música do Japão          | Melhor Escolha dos Ouvintes: Canção Internacional | "Nobody" de OneRepublic            | Indicado  | [ 148 ] |
| 2025 | 9° Crunchyroll Anime Awards         | Anime do Ano                                      | Kaiju No. 8                        | Indicado  | [ 149 ] |
| 2025 | 9° Crunchyroll Anime Awards         | Melhor Série Estreante                            | Kaiju No. 8                        | Indicado  | [ 149 ] |
| 2025 | 9° Crunchyroll Anime Awards         | Melhor Animação                                   | Kaiju No. 8                        | Indicado  | [ 149 ] |
| 2025 | 9° Crunchyroll Anime Awards         | Melhor Design de Personagens                      | Tetsuya Nishio                     | Indicado  | [ 149 ] |
| 2025 | 9° Crunchyroll Anime Awards         | Melhor Personagem Principal                       | Kafka Hibino                       | Indicado  | [ 149 ] |
| 2025 | 9° Crunchyroll Anime Awards         | Melhor Abertura                                   | "Abyss" de Yungblud                | Indicado  | [ 149 ] |
| 2025 | 9° Crunchyroll Anime Awards         | Melhor Encerramento                               | "Nobody" de OneRepublic            | Indicado  | [ 149 ] |
| 2025 | 9° Crunchyroll Anime Awards         | Melhor Música de Anime                            | "Abyss" de Yungblud                | Indicado  | [ 149 ] |
| 2025 | 9° Crunchyroll Anime Awards         | Melhor Performance (Hindu)                        | Rushikesh Phunse como Kafka Hibino | Indicado  | [ 149 ] |
| 2025 | 9° Crunchyroll Anime Awards         | Melhor Performance (Português Brasileiro)         | Heitor Assali como Reno Ichikawa   | Indicado  | [ 149 ] |
| 2025 | 9° Crunchyroll Anime Awards         | Melhor Performance (Espanhol)                     | Mario Ballart como Kafka Hibino    | Indicado  | [ 149 ] |
| 2025 | 9° Crunchyroll Anime Awards         | Melhor Performance (Italiano)                     | Mattia Bresan como Kafka Hibino    | Indicado  | [ 149 ] |
| 2025 | 9° Crunchyroll Anime Awards         | Melhor Performance (Alemão)                       | Felix Kamin como Kafka Hibino      | Indicado  | [ 149 ] |
| 2025 | 9° Crunchyroll Anime Awards         | Melhor Performance (Francês)                      | Adrien Antoine como Kafka Hibino   | Venceu    | [ 149 ] |

## Leituras adicionais
- Taniguchi, Ryuichi (11 de dezembro de 2020). 『怪獣8号』は正義を描き切れるか？ 『呪術廻戦』『デビルマン』の展開から考察. Real Sound (em japonês). Blueprint Co., Ltd
- Kitani, Makoto (19 de janeiro de 2021). 怪獣の力を身につけた正義のオッサンの勇姿を見よ！ 「ジャンププラス」が放つ正統派ヒーロー漫画『怪獣8号』が熱い!!. Da Vinci News (em japonês). Kadokawa Corporation